# جنگ ائتلاف نخست
جنگ ائتلاف اول (به فرانسوی: Guerre de la Première Coalition‎)، جنگی است در سال ۱۷۹۲ تا ۱۷۹۷ علیه جمهوری اول فرانسه که تقریباً تمام اروپا را دربرگرفت و سرانجام با پیروزی نیروهای فرانسوی همراه بود. در این دوره جمهوری اول، به مناطق فلاندرز (بلژیک و هلند کنونی) لشگرکشی نمود، و با فتح هلند اتریش (بلژیک امروزی) آن را ضمیمه خاک خود کرده و جمهوری باتاویا را در هلند بنا نهاد.